# پیز تسنا
پیز تسنا (به لاتین: Piz Tasna) یک کوه در سوئیس است که در کانتون گراوبوندن واقع شده‌است. پیز تسنا ۳٬۱۷۹ متر بالاتر از سطح دریا واقع شده‌است.